# 児玉広志
児玉 広志（こだま ひろし、1969年5月31日 - 2015年8月5日）は、香川県小豆島出身の元競輪選手。日本競輪学校（当時　以下、競輪学校）第66期卒業。現役時代は日本競輪選手会香川支部所属、ホームバンクはなく主に公道で練習し、KEIRINグランプリ優勝にまで至った異色の存在で、研究熱心さから「競輪博士」の異名を持った。

## 人物
高松第一高等学校在学中から自転車競技を始め、卒業後に競輪学校へ第66期生として入学。在学中は卒業記念レースで優勝。
初出走は1990年8月9日、西武園競輪場。初勝利も同レース。
デビューから2年後に競輪祭新人王戦を優勝して注目を集めるようになり、1996年にオールスター競輪を優勝するとトップ選手としての地位を確固たるものにした。
身長166cmという小柄な体格と、当時選手層の薄かった四国地区所属の選手だったため、しばしば他地区のラインへ切り込む等のライン戦法を無視した競走を行っていたが、ラインに関係なく立ち回る戦法は、のちの選手たちに大きな影響を与えた。
全盛期にはその戦法で特別競輪において活躍を続けタイトルを量産、2000年にはオールスター競輪と、KEIRINグランプリ2000を優勝（歴代11人目）していて、5期上の神山雄一郎らを抑えて競輪界の頂点にまで上り詰め、両方のレースともゴールした後に自転車から降りてバンク上を飛び跳ねて喜んでいたことは今も語り草となっている。特にKEIRINグランプリ2000では確定後、バンクに現れた児玉に対し、スタンドのファンから一斉に「児玉」コールを受けた。
2015年7月1日に元交際相手へのストーカー行為を繰り返したとして逮捕された。およそ1か月後の2015年8月5日に香川県小豆島の自宅風呂場で顔面が漬かった状態で発見され、病院で死亡が確認された。自殺と見られる。46歳没。
2015年8月7日、選手登録消除。通算成績は1625戦319勝、優勝回数54回（うち競輪祭新人王を含めたGI5回・GP1回）。生涯取得賞金額は11億4763万7732円。

## 主な獲得タイトルと記録
- 1992年 - 競輪祭新人王（小倉競輪場）
- 1996年 - オールスター競輪（岐阜競輪場）
- 1997年 - 全日本選抜競輪（いわき平競輪場）
- 1999年 - 寬仁親王牌（前橋競輪場）
- 2000年 - オールスター競輪（高知競輪場）、KEIRINグランプリ2000（立川競輪場）、年間賞金王

## 競走スタイル
持ち前のダッシュ力を生かして捲り追込重視の自在戦を展開し、上述のように他ラインへ切り込む競走を行っていたことから「一匹狼」や「忍者」などと呼ばれた。また好調の頃は、ラインの切れ目で脚を溜めて直線で驚異的な伸びで一着に入るレースも多かった。
小柄な体格をカバーするため、フレームのジオメトリを、乗車姿勢が通常よりも前傾気味になる特殊仕様の自転車を使用していた。しかしその乗車姿勢が原因とされる走行バランスの不安定さから落車することが多く、同じ四国ラインの選手であってもレース中での巻き添えを恐れて同乗を嫌がったり、児玉を落車させて自分が失格になるのを嫌って並走を避けたがる選手もいたほどである。特に2001年には年間に8回も落車している。
晩年は四国の選手層が厚くなってきたこと、児玉本人の衰えもあって、四国勢でラインを組んで一般的な追込戦法を取ることがほとんどであった。